# 小戸神社 (川西市)
小戸神社（おおべじんじゃ）は、兵庫県川西市小戸に鎮座する神社。摂津国河辺郡の式内社。『特選神名牒』には「おべ」とあるが、現在は「おおべ」と呼ばれている。

## 祭神
- 大山津見尊
- 素盞嗚命
- 天児屋根命

## 歴史
『摂津名所図会』に「小戸村にあり。『延喜式（神名帳）』に出づ。小戸・栄根・小花等の産土神なり。土人、小部天神と称す」とあり、猪名川の西岸一帯の産土神として崇敬されていた。
- 明治6年（1873年）8月村社となる。
- 明治42年（1909年）八阪神社と細川姫神社を合祀。
- 昭和42年（1967年）本殿新築。
- 平成20年（2008年）修復[1]。

## 境内社
- 藤森神社 大月姫命
- 稲荷神社 白龍大神
- 鹿嶋神社 武甕槌神

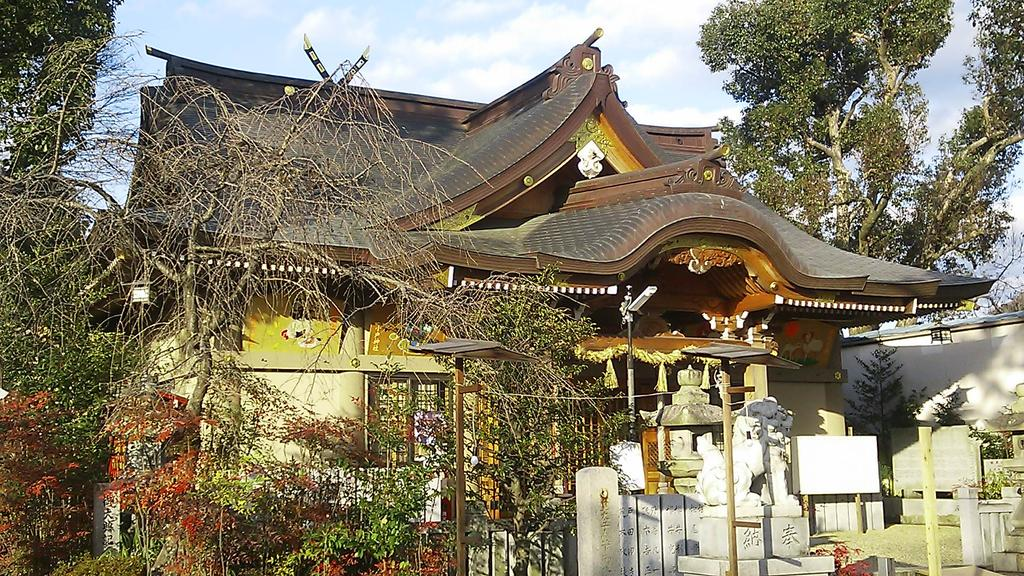
拝殿
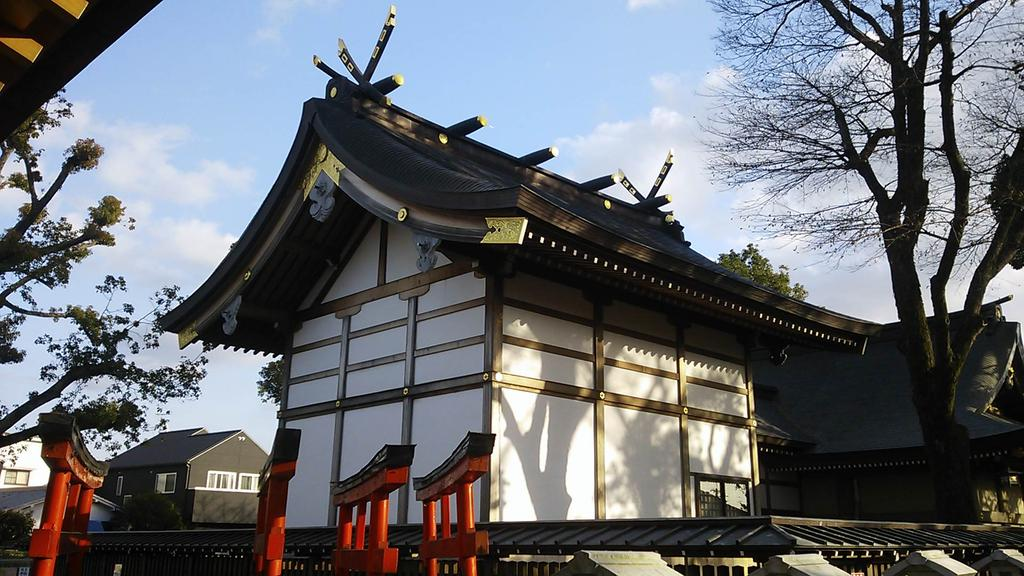
覆殿
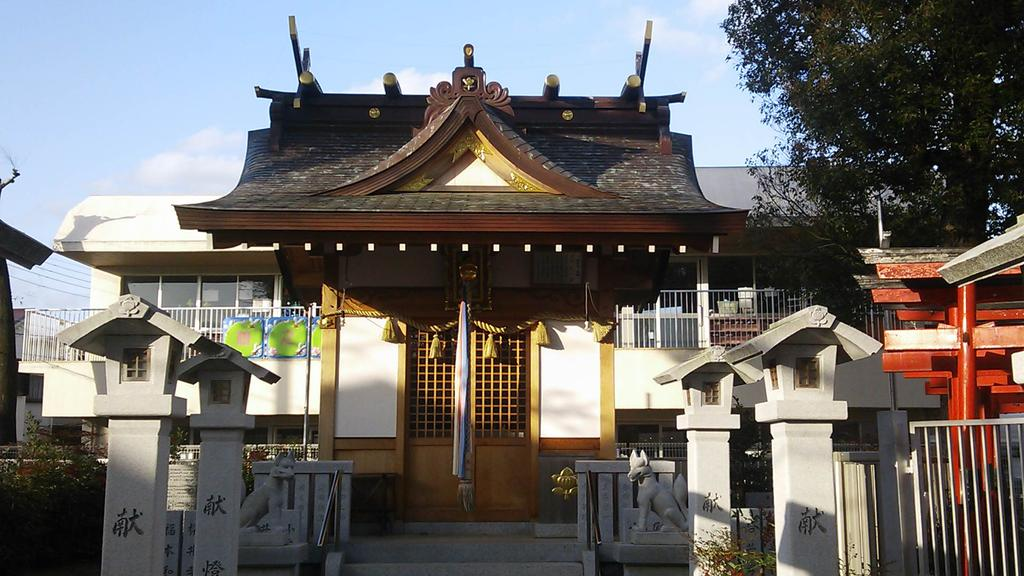
稲荷神社・鹿嶋神社

## 文化財

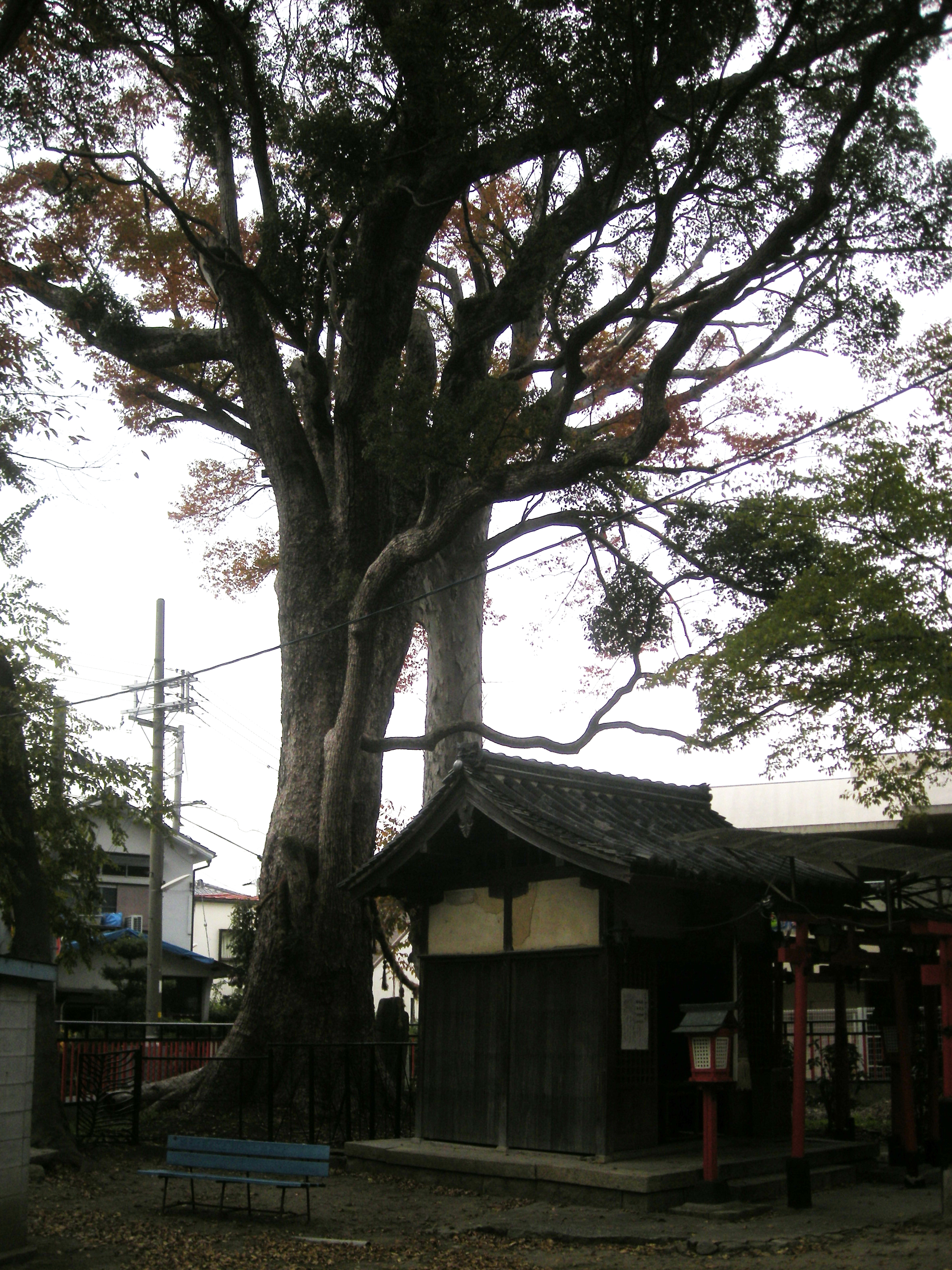
大楠（兵庫県指定天然記念物）

- 大楠 兵庫県指定天然記念物 （昭和41年3月22日指定） - 根回り約12メートル、樹高約30メートル、推定樹齢500年。

## 交通
- 阪急宝塚本線川西能勢口駅下車、徒歩8分